# Église Saint-Élie de Masna Luka
L'église Saint-Élie est située en Bosnie-Herzégovine, sur le territoire du village de Masna Luka et dans la municipalité de Posušje.